# Madoce lineatula
Madoce lineatula là một loài bướm đêm trong họ Erebidae.